# Stampmossen
Stampmossen är ett naturreservat i Strängnäs kommun i Södermanlands län.
Området är naturskyddat sedan 1972 och är 12 hektar stort. Reservatet ligger nordost om Östra Magsjön och består av ett rikkärr. 
Området har samma parkeringsplats som naturreservatet Magsjötorp längs vägen mot Kalkbro från väg 55 söder om Länna bruk.

## Galleri

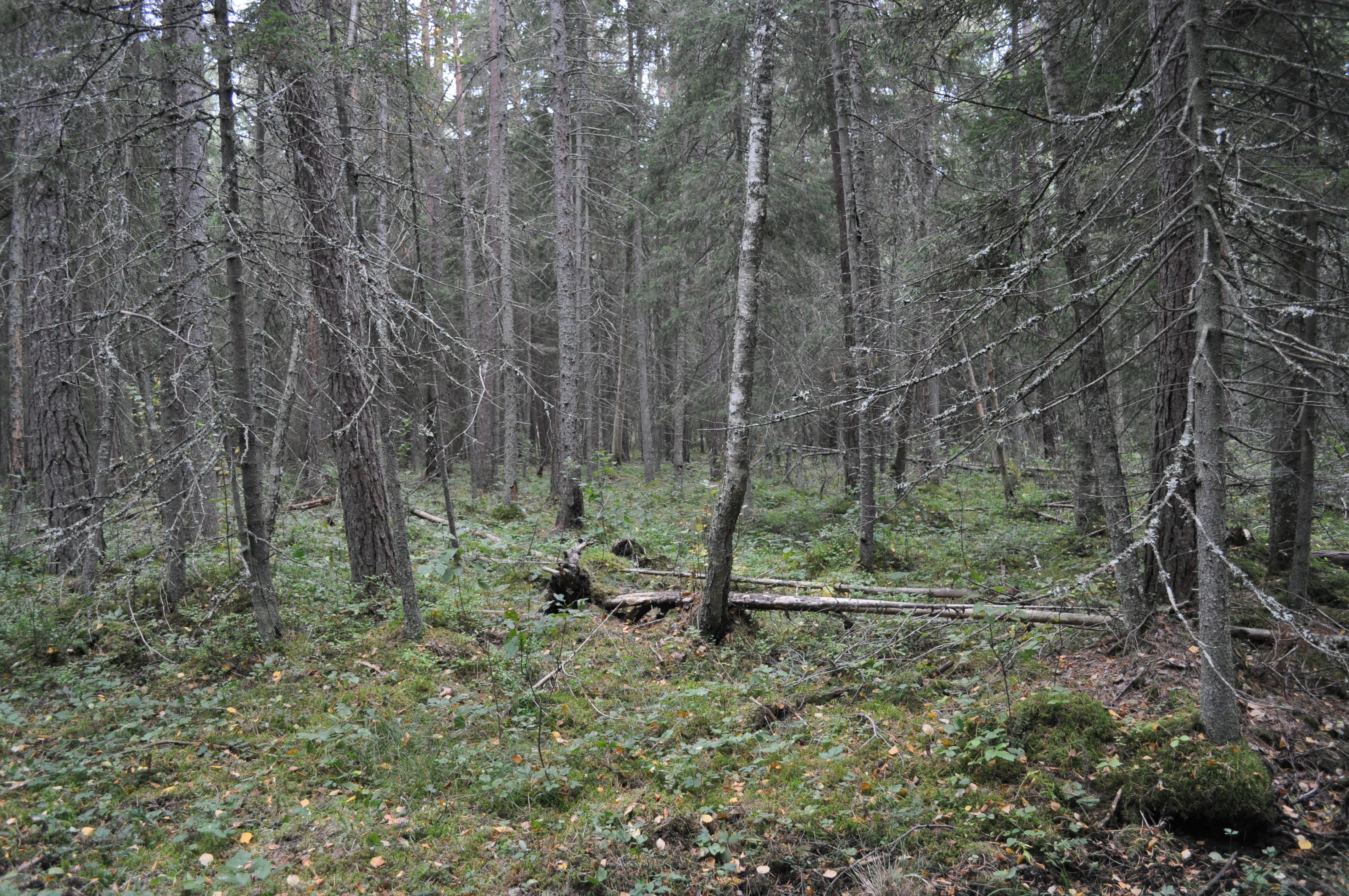
Granskog.
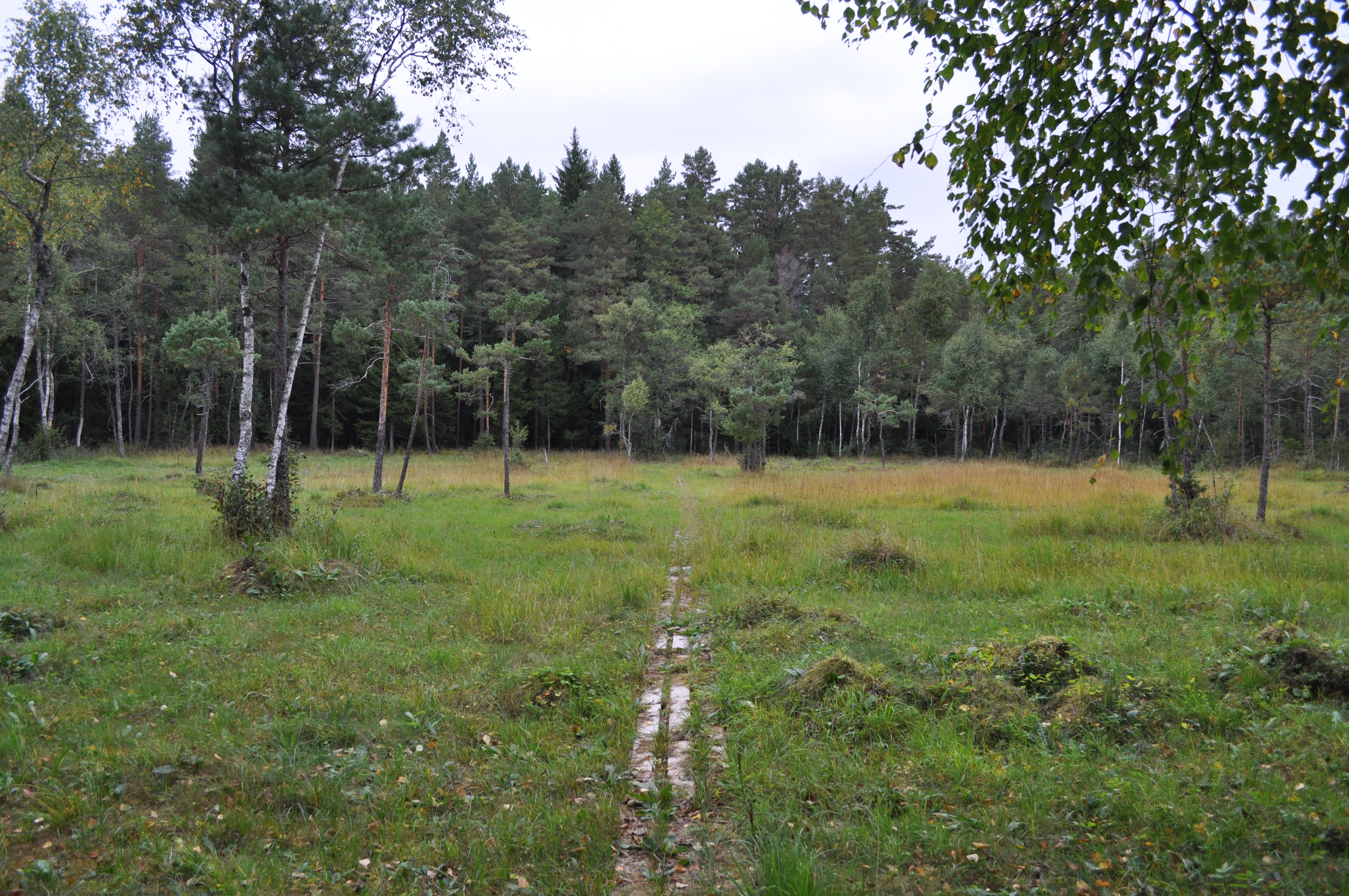
Myr och spång.
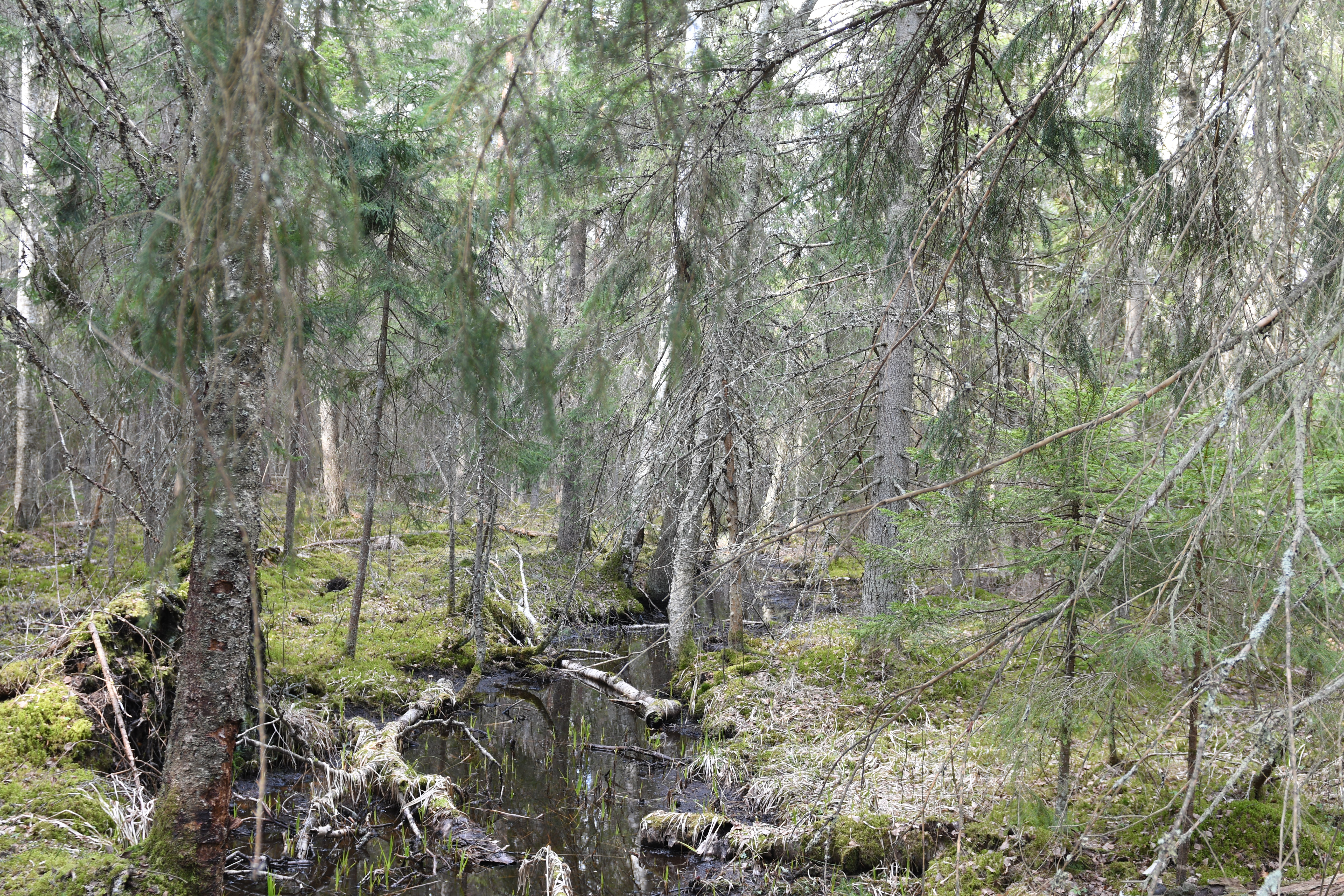
Ett dike.